# 黒田重兵衛

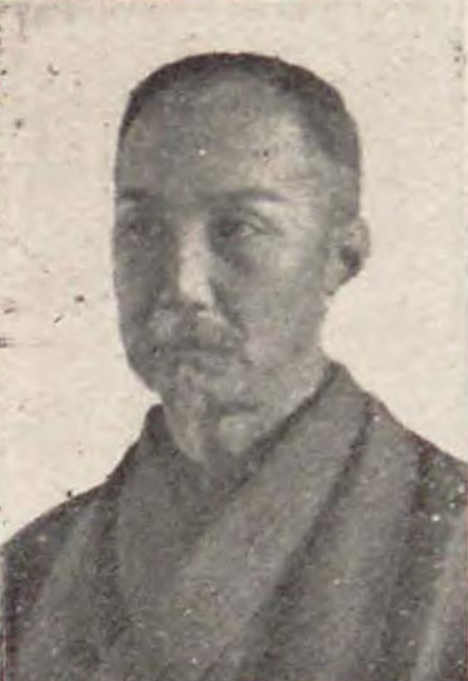
黒田重兵衛

黒田 重兵衛（くろだ じゅうべえ、1863年10月27日（文久3年9月15日） - 1952年（昭和27年）3月1日）は、明治から昭和時代前期の政治家、銀行家。衆議院議員（1期）。前名は孝造。

## 経歴
伊豆国田方郡、のちの静岡県田方郡上狩野村（天城湯ケ島町を経て現伊豆市）に生まれ、のち静岡県賀茂郡下河津村（現河津町）に住む。足立清次郎の三男として生まれ、先代重兵衛の養子となり、1895年（明治28年）家督を相続し前名を改めた。下河津村農会長、同村会議員、賀茂郡会議員、静岡地方森林会議員、静岡県会議員を歴任したほか、静岡農工銀行監査役、下田銀行頭取、下田自動車会社取締役を務めた。
1924年（大正13年）5月の第15回衆議院議員総選挙では静岡県第10区から憲政会所属で出馬し当選。衆議院議員を1期務めた。

## 親族
- 娘婿：中井光次（二女みち夫、政治家）[3]
- 仁田大八郎（妻はち甥、実業家）[3]